# Philippa Marrack
Philippa Marrack   (Ewell, 18 de juny de 1945) Philippa "Pippa" Marrack, Ph.D, FRS és una immunòloga i acadèmica anglesa, establerta als Estats Units, coneguda per les seves investigacions i descobriments relacionats amb les cèl·lules T. Marrack és catedràtica del Cecil and Ida Green Building, presidenta del Departament de Recerca Biomèdica del National Jewish Health i professora distingida d'immunologia i microbiologia de la Universitat de Colorado a Denver.

## Biografia
Marrack va néixer a Ewell, Anglaterra, el 28 de juny de 1945. Nascuda a Anglaterra, actualment manté la seva ciutadania britànica i americana. El pare de Marrack va militar a la Marina Roayl, de manera que la seva família es va mudar sovint durant tota la seva infància. Marrack assenyala que el més llarg que va viure en un lloc durant els seus primers anys va ser a Cambridge, on va començar la seva carrera universitària. Després d’assistir a la Universitat de Cambridge, Marrack es va traslladar als Estats Units per completar treballs i investigacions postdoctorals. Als Estats Units va conèixer la seva parella i marit de tota la vida, John W. Kappler. Han completat moltes investigacions i han aconseguit molts avenços en els camps de la immunologia, la bioquímica i la biologia molecular. Marrack i Kappler tenen dos fills junts. Fora de la ciència, a Philippa Marrack li agrada tocar el piano, a més de córrer pel riu Platte amb els seus labradors. També és guitarrista de blues.

## Educació
Marrack va cursar estudis universitaris (1967) i doctorat. (1970) a la Universitat de Cambridge a New Hall, Cambridge. Durant el seu doctorat, Marrack va treballar al Laboratori MRC de Biologia Molecular amb Alan Munro, on va començar a estudiar les diferències entre les cèl·lules T i les cèl·lules B. Alan Munro es va convertir en el seu assessor de tesi; es va convertir en l'estudiant de postgrau que va treballar amb ell a causa del seu interès a treballar amb un familiar de John Marrack. John Marrack era el germà de l'avi de Philippa Marrack i un immunòleg molt conegut als anys trenta. Marrack assenyala que indirectament va influir en ella per continuar l'estudi de la immunologia.
Marrack es va traslladar a La Jolla, San Diego, amb el seu primer marit i va completar el treball postdoctoral amb Richard Dutton a la Universitat de Califòrnia, San Diego. Ella acredita que Dutton va tenir un impacte enorme en la seva carrera durant la seva beca, ja que li va ensenyar a escriure, conferenciar i dirigir un laboratori, així com a pensar críticament.

## Carrera
Marrack va conèixer la seva parella de tota la vida i actual marit, John W. Kappler, com a becari postdoctoral a la Universitat de Califòrnia, San Diego. El seu primer lloc de professor va ser a la Universitat de Rochester, on va impartir un curs de primer cicle d’immunologia. La parella va llançar un laboratori conjunt a la Universitat de Rochester. Al mateix temps, va rebre finançament independent de l’ American Heart Association i la American Cancer Society per estudiar les cèl·lules T. Marrack va obtenir un professor associat a la Universitat de Rochester, seguit de llocs de professorat a la National Jewish Health, Denver, Colorado i a la Universitat de Colorado Denver. També va ser investigadora de l’ Institut Mèdic Howard Hughes. Al llarg de la seva carrera, Marrack ha publicat més de 300 articles de revistes revisades per parells. Les seves nombroses citacions i articles de revistes la situen com la tercera investigadora més influent del país i la distingeix com a investigadora femenina de primer ordre.

## Interessos de recerca
El 1983, mentre treballava als laboratoris del National Jewish Health de Denver, Colorado, Philippa Marrack i el seu marit i soci de recerca, John Kappler, van descobrir i aïllar el receptor de les cèl·lules T, juntament amb Ellis Reinherz i James Allison. Com a resultat d’aquesta investigació, el 1987 Marrack va descobrir com el sistema immunitari és capaç de discriminar molecularment, ja que el cos humà pot desfer-se de les cèl·lules T que s’orienten als teixits del propi cos, destruint-les al timus abans que tinguin l’oportunitat de causar problemes, tot i així, el cos conserva les cèl·lules que combaten els invasors. Va saber que les cèl·lules destructives que no es poden destruir poden causar malalties autoimmunes com la sida, la diabetis, l'esclerosi múltiple i el lupus. Aquest treball fonamental sobre la tolerància immunològica de Marrack i Kappler va portar al seu posterior descobriment el 1990 de superantígens: potents toxines que estimulen una gran quantitat de proliferació de cèl·lules T i poden causar una resposta immune devastadora i símptomes violents com els que es veuen en la síndrome de xoc tòxic o intoxicació alimentària. Els actuals projectes de recerca de Marrack se centren en per què certes malalties autoimmunes, com el lupus o l'esclerosi múltiple, són més freqüents en dones que en homes. Marrack i Kappler han descobert recentment una població de cèl·lules B que poden explicar part d'aquesta observació. El seu treball pioner i revolucionari aïllant el receptor de les cèl·lules T i descrivint com les cèl·lules T protegeixen contra la infecció, provoquen malalties autoimmunitàries i al·lèrgiques i juguen un possible paper en el rebuig dels càncers, ha contribuït en gran manera a la comprensió actual de les vacunes, el VIH i la immunitat. trastorns en l’àmbit mèdic.

## Activitats professionals
Marrack ha estat membre de consells editorials i de moltes revistes científiques, incloent-hi Cell, Science i el Journal of Immunology. També ha estat membre de diversos consells i panells de la Societat Americana del Càncer, els Instituts Nacionals de Salut i el Burroughs Welcome Fund. Del 1986 al 2017, Marrack va ser investigador de l’ Institut Mèdic Howard Hughes. Del 1995 al 2002, Marrack va formar part del Consell de l'Associació Americana d'Immunòlegs i va exercir de president de l'Associació Americana d'Immunòlegs (AAI) del 2000 al 2001. És membre de l'Acadèmia Nacional de Ciències dels Estats Units des de 1989 i membre de la Royal Society de Gran Bretanya des de 1997. També és l'actual professora d'Ida i Cecil Green i presidenta del Departament d'Investigacions Biomèdiques de National Jewish Health i professora distingida a la Universitat de Colorado Denver. Es va incorporar a les facultats de National Jewish Health i al University of Colorado Health Sciences Center el 1979.

## Distincions i guardons
- 1990 - Medalla Feodor Lynen per la realització especial i el servei distingit[3][13]
- 1990 - Premi GlaxoSmithKline de la London Royal Society[14]
- 1991 - Elegida a l'Acadèmia Americana d'Arts i Ciències[15]
- 1991 - Premi William B. Coley[6]
- 1992 - Premi Memorial Ernst W. Bertner (MD Anderson Cancer Center)[16]
- 1993 - Premi William B. Coley de l'Institut de Recerca del Càncer[17]
- 1993 - Premi Paul Ehrlich i Ludwig Darmstaedter[18]
- 1994 - Premi Louisa Gross Horwitz (Universitat de Colúmbia)[19]
- 1995 - Premi Behring-Heidelberger Conferència[9]
- 1995 - Premi FASEB a l'excel·lència en ciència
- 1995 - Premi Louisa Gross Horwitz (Universitat de Colúmbia)
- 1996 - Premi Dickson de Medicina (Universitat de Pittsburgh)[20]
- 1996 - Doctora honoris causa en ciències, Macalester College
- 1998 - Premi commemoratiu del rabí Shai Shacknai[21]
- 1999 - Premi Conferència Científica sobre Agents Antimicrobians i Quimioteràpia
- 1999 - Premi Howard Taylor Ricketts (Universitat de Chicago)
- 2000 - Premi Lifetime Achievement Award, Associació Americana d’Immunòlegs
- 2001 - Premi al lideratge científic de l’Irvington Institute en immunologia
- 2002 - Membre de l'Acadèmia de Ciències Mèdiques[22]
- 2003 - Premi American Association of Immunologists Lifetime Achievement Achievement[23][24]
- 2003 - Premi Ambaixador de la Facultat, National Jewish Health
- 2004 - Premi Bonfils Stanton de ciència[25]
- 2004 - Premi UNESCO de les dones en la ciència de L'Oreal
- 2004 - National Jewish Health Abraham J. Kauvar Presidential Award[26]
- 2004 - Centre de Ciències de la Salut de la Universitat de Colorado, Facultat de Medicina, Premi Mentoring
- 2005 - Pearl Meister Greengard Prize[27]
- 2006 - Premi Avery-Landsteiner[28]
- 2008 - Membre elegit, Acadèmia Nacional de Medicina[29]
- 2010: incorporada al Saló de la Fama de les Dones de Colorado[30]
- 2015 - Premi Wolf de Medicina[31]
- 2015: incorporada al Saló Nacional de la Fama de les Dones[32][33][34]
- 2016 - Premi Novartis d’Immunologia Bàsica[35]
- 2019 - Clarivate Citation Laureate[36]